# 新東日本フェリー
新東日本フェリー株式会社（しんひがしにほんフェリー 英：Shin Higashi Nihon Ferry Co.,Ltd）は、かつて日本に存在した海運会社。

## 概要
東日本フェリーの関東 - 道央間の航路開設を念頭に置いた長距離フェリー航路進出による航路網強化を目的として、東日本フェリーと同社役員や丸善石油・同和火災海上保険の出資により1972年に設立。苫小牧 - 仙台・苫小牧 - 鹿島の2航路の開設を計画し、1973年2月に苫小牧 - 仙台航路の免許を取得し同年12月に就航。その後鹿島航路計画は鹿島港を工業港・大洗港を流通港とする茨城県の方針を受け大洗港への航路計画に変更されている。
会社のスローガンには栄光・勝利を意味する「VICTORY」を据えてイメージ戦略を行い「V」にスピード感や力強さと企業の躍進をイメージしたものとし、船名は「V」から始まる星座や神話にまつわる命名を行い、その後親会社東日本フェリーの新造船にも同様の命名が踏襲された。また仙台 - 苫小牧航路が仙台七夕や北海道・航海と星に深い縁があるものとして「スターライン」の愛称が付けられ、後に東日本フェリーが運航する八戸 - 室蘭・苫小牧航路といった中距離航路にも同愛称が用いられている。
しかしオイルショックの影響もあり関東方面の航路計画が停滞し、設立当初の計画を下回る営業成績となり、設立以来赤字が続き1984年3月期末にて約22億円の累積欠損が生じており、また短距離航路と長距離航路で設立当初存在していた海員の就労体制の差が無くなったこともあり大洗 - 室蘭航路就航に向けた企業基盤の強化を目的として1984年10月に東日本フェリーへ苫小牧 - 仙台航路事業を譲渡し翌年3月に解散。

## 沿革
- 1971年
  - 10月7日 - 東日本フェリー取締役会にて中長距離航路運営を目的とした新会社設立を決定[6]。
  - 12月30日 - 創立総会実施[6]。
- 1972年
  - 1月14日 - 会社設立、資本金1億円[6]。
  - 7月 - 鹿島航路計画の代替として苫小牧 - 大洗・室蘭 - 大洗航路の免許を申請[9]。
- 1973年
  - 2月20日 - 苫小牧-仙台間の一般旅客定期航路事業認可[8]。　
  - 8月 - 資本金を4億円に増資[5]。
  - 12月16日 - 苫小牧-仙台航路開設、第一船「べが」就航、当初隔日で運航[8][5]。
- 1974年4月21日 - 「びるご」就航、苫小牧-仙台航路を毎日運航に増便[8]。
- 1975年4月 - 東日本フェリーと営業部門を統合[15]。
- 1977年 - 所有船2隻を東日本フェリーに売却、用船による運航とし累積損失の解消を図った[8]。
- 1983年5月 - 大洗-北海道航路開設に向けて太平洋フェリーと調整を行い仙台-苫小牧航路を隔日運航に減便[16]。
- 1984年
  - 2月 - 新東日本フェリーら8社が大洗港関連のフェリー航路申請を取り下げる。その後東日本フェリーが再度室蘭-大洗航路を申請[17]。
  - 10月26日 - 苫小牧 - 仙台航路事業を東日本フェリーに譲渡[13]。
  - 12月20日 - 解散登記[3]。
- 1985年3月15日 - 清算結了[3]。

## 航路
- 苫小牧 - 仙台（565km、所要時間約17時間 隔日運航）[18]

計画のみ
- 苫小牧 - 鹿島（771km、所要時間約20時間 設立当初）[7]
- 苫小牧 - 大洗/室蘭 - 大洗（1972年免許申請[9]、1984年取り下げ[17] 室蘭-大洗720km所要時間約20時間、1980年時点[19]）

## 船舶
- べが[20]

6,702総トン、全長136.58 m、幅22.4 m、航海速力21.5ノット、最大出力18,900馬力。
旅客定員：712名。車両積載数：8tトラック75台・乗用車60。内海造船瀬戸田工場建造。1973年12月竣工。
- びるご[21]

6,709総トン、全長136.58 m、幅22.4 m、航海速力21.5ノット、最大出力18,900馬力。
旅客定員：712名。車両積載数：8tトラック75台・乗用車60。内海造船瀬戸田工場建造。1974年4月竣工。
計画のみ
- 10,000総トン級フェリー[22]

全長165m、幅27m、航海速力24ノット、出力20,000馬力。
旅客定員1,000名。設立時の鹿島-苫小牧航路用に計画。
- 13,000トン級フェリー[19]

旅客定員1,000名。車両積載数8トントラック135台、乗用車100台。1980年時点で室蘭-大洗航路用に2隻の建造を計画。